# Wstrzyknięcie DLL
Wstrzyknięcie DLL (ang. DLL Injection) – metoda stosowana w programowaniu, która polega na wykonaniu kodu w przestrzeni adresowej innego procesu poprzez wymuszenie załadowania biblioteki łączonej dynamicznie (ang. Dynamic-Link Library). DLL wprowadza się poprzez specjalny program nazywany strzykawką (ang. injector). Technika ta jest wykorzystywana do zmieniania zachowania programów lub dodania do nich nowych funkcjonalności. Jest często stosowana przez twórców złośliwego oprogramowania; modyfikacji gier komputerowych, których kod źródłowy nie jest publicznie dostępny, oraz graczy próbujących oszukiwać podczas rozgrywek wieloosobowych przez internet.